# 常磐町 (高松市)
常磐町（ときわちょう）は、香川県高松市中心部の町丁。郵便番号は760-0054。一丁目〜二丁目が存在する。住居表示に関する法律に基づく住居表示は実施されていない。

## 地理
高松市役所より0.6km、高松市中心部の都心に位置し、東はことでん琴平線の鉄道敷によって区切られ、南は観光通り、西は高松中央商店街、北は菊池寛通りに面した建物の裏手にあたる町である。
一丁目は、ことでん瓦町駅の所在地及びその駅前町であり、そこから延びる常磐町商店街（トキワ街）を中心に商業地区を形成している。二丁目には同じく飲食店や雑居ビルが主に立地しているが、高松中央商店街や瓦町といった繁華街にほど近いため駐車場も数多く立地している。
2010年国勢調査による人口は433人（男225人/女208人）、世帯数は268世帯、面積は7万6417.73m2、人口密度は5666.2人/km2。公立小学校・中学校の校区は一丁目が高松第一小学校・中学校（小中一貫）、二丁目が花園小学校・玉藻中学校に属している。
町内における都市計画法に基づく用途地域は全域が商業地域で、容積率は大部分が500%、フェリー通り以西の観光通りに面した街区が600%、琴電瓦町駅ビル東側が400%である。
常磐町商店街から北側に伸びる繁華街にトキワ新町商店街（通称：トキ新）があるが、この周辺は常磐町ではなく瓦町である。

## 歴史
町名の由来は当時の事業家・溝渕寿吉（現常磐興業）が現在のトキワ街（常磐町商店街）周辺の土地を買い取り、演劇場「常磐座」（1928年7月）や常磐映画館（1943年12月）などを作ってこのあたりを常磐としたことによる。当時、常盤と常磐の2つの案があったが、溝渕寿吉は皿ではなく破れることのない石を使った字を主張して譲らなかった。これは常磐街に敷きつめた市内電車の敷石からも通じ、この石畳は1968年（昭和43年）秋に舗装道路へ変わるまで約20年間、常磐街の名物になっていた。
1958年（昭和33年）に田町、新瓦町、西瓦町、南新町、塩上町、南瓦町の各一部から新設。新設前のこの地は大部分が「瓦町」を冠する一連の町の一部であった。
かつて存在した一連の瓦町のうち東瓦町、新瓦町、西瓦町の3町は江戸時代に高松城城下町の一部となったのに対し、南瓦町のみは明治時代まで香川郡東浜村の一部であった。1890年（明治23年）2月15日の高松市市制施行と同時に高松市へ編入されたが。編入当時は正式な町名が与えられなかったため、「瓦焼」の通称地名で呼ばれていた。その後、1914年（大正3年）に瓦町の南に位置するという意味で「南瓦町」の正式町名が設定された。なお、「瓦焼」という地名は東浜村時代の新瓦町で使われていた地名である。かつて旧南瓦町には千日念仏堂があり、生駒時代にあった斬罪場にまつわる千日供養が行われていた。
おおむね現在の瓦町一丁目が東瓦町、南東部を除く瓦町二丁目が西瓦町、瓦町二丁目の南東部と常磐町一丁目が新瓦町、常磐町二丁目が南瓦町であった。この時の名残は現在ではほとんど残っていないが、バス停の名称としてのみ「南瓦町」が残っている。

### 町名の変遷
| 実施後       | 実施年月日         | 実施前         |
| ------------ | ------------------ | -------------- |
| 常磐町一丁目 | 1958年（昭和33年） | 田町の一部     |
| 常磐町一丁目 | 1958年（昭和33年） | 新瓦町の南半分 |
| 常磐町一丁目 | 1958年（昭和33年） | 西瓦町の一部   |
| 常磐町一丁目 | 1958年（昭和33年） | 南新町の一部   |
| 常磐町一丁目 | 1958年（昭和33年） | 塩上町の一部   |
| 常磐町二丁目 | 1958年（昭和33年） | 田町の一部     |
| 常磐町二丁目 | 1958年（昭和33年） | 新瓦町の一部   |
| 常磐町二丁目 | 1958年（昭和33年） | 塩上町の一部   |
| 常磐町二丁目 | 1958年（昭和33年） | 南瓦町の大部分 |

## 主要施設
掲載順は地番の順序による
| - ことでん瓦町駅 - コトデン瓦町ビル（瓦町FLAG） - 百十四銀行瓦町支店 - 常磐町商店街 - エフエム高松コミュニティ放送 - 高松いろは市場 - ジャスコ高松店 - しごとプラザ高松 - 常磐本館ときわ茶寮 - アイクリニック - 瓦町駅前歯科 - 高松シーズクリニック - 谷口歯科医院 - 原胃腸科医院 - ふじさわ医院 | - トキワ街町営パーキング - 日本バプテスト連盟高松常磐町キリスト教会 - 磯島クリニック |